# فهرست بخش‌های مرکزی ایران
فهرست بخش‌های مرکزی ایران در زیر آمده است:
- بخش مرکزی شهرستان آبادان
- بخش مرکزی شهرستان آباده
- بخش مرکزی شهرستان ابرکوه
- بخش مرکزی شهرستان آبدانان
- بخش مرکزی شهرستان ابهر
- بخش مرکزی شهرستان ابوموسی
- بخش مرکزی شهرستان آبیک
- بخش مرکزی شهرستان اهر
- بخش مرکزی شهرستان اهواز
- بخش مرکزی شهرستان عجب‌شیر
- بخش مرکزی شهرستان البرز
- بخش مرکزی شهرستان علی‌آباد
- بخش مرکزی شهرستان الیگودرز
- بخش مرکزی شهرستان املش
- بخش مرکزی شهرستان آمل
- بخش انار
- بخش مرکزی شهرستان عنبرآباد
- بخش مرکزی شهرستان اندیکا
- بخش مرکزی شهرستان اندیمشک
- بخش مرکزی شهرستان آق‌قلا
- بخش مرکزی شهرستان آرادان
- بخش مرکزی شهرستان اراک
- بخش مرکزی شهرستان آران و بیدگل
- بخش مرکزی شهرستان اردبیل
- بخش مرکزی شهرستان اردکان
- بخش مرکزی شهرستان اردل
- بخش مرکزی شهرستان اردستان
- بخش مرکزی شهرستان ارسنجان
- بخش مرکزی شهرستان ارزوئیه
- بخش مرکزی شهرستان اسدآباد
- بخش مرکزی شهرستان عسلویه
- بخش مرکزی شهرستان آشتیان
- بخش مرکزی شهرستان آستانه اشرفیه
- بخش مرکزی شهرستان آستارا
- بخش مرکزی شهرستان آزادشهر
- بخش مرکزی شهرستان ازنا
- بخش مرکزی شهرستان بابل
- بخش مرکزی شهرستان بابلسر
- بخش مرکزی شهرستان بافق
- بخش مرکزی شهرستان بافت
- بخش مرکزی شهرستان باغ‌ملک
- بخش مرکزی شهرستان بهار
- بخش بوستان (بهارستان)
- بخش مرکزی شهرستان بهمئی
- بخش مرکزی شهرستان بجستان
- بخش مرکزی شهرستان باخرز
- بخش مرکزی شهرستان بم
- بخش بمپور
- بخش مرکزی شهرستان بندرعباس
- بخش مرکزی شهرستان بندر انزلی
- بخش مرکزی شهرستان بندر گز
- بخش مرکزی شهرستان بندر لنگه
- بخش مرکزی شهرستان بانه
- بخش مرکزی شهرستان بردسکن
- بخش مرکزی شهرستان بردسیر
- بخش مرکزی شهرستان بشاگرد
- بخش مرکزی شهرستان باشت
- بخش مرکزی شهرستان بستک
- بخش مرکزی شهرستان بوانات
- بخش مرکزی شهرستان باوی
- بخش مرکزی شهرستان بهاباد
- بخش مرکزی شهرستان بهبهان
- بخش مرکزی شهرستان بهشهر
- بخش مرکزی شهرستان بیجار
- بخش مرکزی شهرستان بیله‌سوار
- بخش مرکزی شهرستان بیرجند
- بخش مرکزی شهرستان بجنورد
- بخش مرکزی شهرستان بناب
- بخش مرکزی شهرستان برخوار
- بخش مرکزی شهرستان بروجن
- بخش مرکزی شهرستان بروجرد
- بخش مرکزی شهرستان بشرویه
- بخش مرکزی شهرستان بستان‌آباد
- بخش مرکزی شهرستان بویراحمد
- بخش مرکزی شهرستان بوئین و میاندشت
- بخش مرکزی شهرستان بوئین‌زهرا
- بخش مرکزی شهرستان بوکان
- بخش مرکزی شهرستان بوشهر
- بخش مرکزی شهرستان چادگان
- بخش مرکزی شهرستان چابهار
- بخش مرکزی شهرستان چالدران
- بخش مرکزی شهرستان چالوس
- بخش مرکزی شهرستان چرام
- بخش مرکزی شهرستان چاراویماق
- بخش مرکزی شهرستان چایپاره
- بخش مرکزی شهرستان چناران
- بخش مرکزی شهرستان دالاهو
- بخش مرکزی شهرستان دلگان
- بخش مرکزی شهرستان دماوند
- بخش مرکزی شهرستان دامغان
- بخش مرکزی شهرستان دنا
- بخش مرکزی شهرستان داراب
- بخش مرکزی شهرستان درگز
- بخش مرکزی شهرستان درمیان
- بخش مرکزی شهرستان دره‌شهر
- بخش مرکزی شهرستان دشت آزادگان
- بخش مرکزی شهرستان دشتستان
- بخش مرکزی شهرستان دشتی
- بخش مرکزی شهرستان دهاقان
- بخش مرکزی شهرستان دهگلان
- بخش مرکزی شهرستان دهلران
- بخش مرکزی شهرستان دلفان
- بخش مرکزی شهرستان دلیجان
- بخش مرکزی شهرستان دیلم
- بخش مرکزی شهرستان دیر
- بخش مرکزی شهرستان دزفول
- بخش مرکزی شهرستان دیواندره
- بخش مرکزی شهرستان دورود
- بخش مرکزی شهرستان اقلید
- بخش مرکزی شهرستان اسفراین
- بخش مرکزی شهرستان اسلام‌آباد غرب
- بخش مرکزی شهرستان اسلامشهر
- بخش مرکزی شهرستان استهبان
- بخش مرکزی شهرستان اشتهارد
- بخش مرکزی شهرستان ایوان
- بخش مرکزی شهرستان فهرج
- بخش مرکزی شهرستان فلاورجان
- بخش مرکزی شهرستان فامنین
- بخش مرکزی شهرستان فراهان
- بخش مرکزی شهرستان فراشبند
- بخش مرکزی شهرستان فریدن
- بخش مرکزی شهرستان فریمان
- بخش مرکزی شهرستان فارسان
- بخش مرکزی شهرستان فاروج
- بخش مرکزی شهرستان فاریاب
- بخش مرکزی شهرستان فسا
- بخش مرکزی شهرستان فردوس
- بخش مرکزی شهرستان فریدونکنار
- بخش مرکزی شهرستان فریدون‌شهر
- بخش مرکزی شهرستان فیروزآباد
- بخش مرکزی شهرستان فیروزه
- بخش مرکزی شهرستان فیروزکوه
- بخش مرکزی شهرستان فومن
- بخش مرکزی شهرستان گچساران
- بخش مرکزی شهرستان گلوگاه
- بخش مرکزی شهرستان گناوه
- بخش مرکزی شهرستان گرمسار
- بخش مرکزی شهرستان گراش
- بخش مرکزی شهرستان گرمی
- بخش مرکزی شهرستان قائنات
- بخش مرکزی شهرستان گیلانغرب
- بخش مرکزی شهرستان گلپایگان
- بخش مرکزی شهرستان گناباد
- بخش مرکزی شهرستان گنبد کاووس
- بخش مرکزی شهرستان گرگان
- بخش مرکزی شهرستان گتوند
- بخش مرکزی شهرستان هفتکل
- بخش مرکزی شهرستان حاجی‌آباد
- بخش مرکزی شهرستان همدان
- بخش مرکزی شهرستان هرسین
- بخش مرکزی شهرستان هشترود
- بخش مرکزی شهرستان هندیجان
- بخش مرکزی شهرستان هریس
- بخش مرکزی شهرستان هیرمند
- بخش مرکزی شهرستان هویزه
- بخش مرکزی شهرستان ایجرود
- بخش مرکزی شهرستان ایلام
- بخش مرکزی شهرستان ایرانشهر
- بخش مرکزی شهرستان اصفهان
- بخش مرکزی شهرستان ایذه
- بخش مرکزی شهرستان جهرم
- بخش مرکزی شهرستان جاجرم
- بخش مرکزی شهرستان جم
- بخش مرکزی شهرستان بندر جاسک
- بخش مرکزی شهرستان جوانرود
- بخش مرکزی شهرستان جیرفت
- بخش مرکزی شهرستان جغتای
- بخش مرکزی شهرستان جلفا
- بخش مرکزی شهرستان جوین
- بخش مرکزی شهرستان جویبار
- بخش مرکزی شهرستان کبودرآهنگ
- بخش مرکزی شهرستان کهنوج
- بخش مرکزی شهرستان کلاله
- بخش مرکزی شهرستان کلات
- بخش مرکزی شهرستان کلیبر
- بخش مرکزی شهرستان کامیاران
- بخش مرکزی شهرستان کنگان
- بخش مرکزی شهرستان کنگاور
- بخش مرکزی شهرستان کرج
- بخش مرکزی شهرستان کارون
- بخش مرکزی شهرستان کاشان
- بخش مرکزی شهرستان کاشمر
- بخش مرکزی شهرستان کوار
- بخش مرکزی شهرستان کازرون
- بخش مرکزی شهرستان کرمان
- بخش مرکزی شهرستان کرمانشاه
- بخش مرکزی شهرستان خلیل‌آباد
- بخش مرکزی شهرستان خلخال
- بخش مرکزی شهرستان خمیر
- بخش مرکزی شهرستان خاش
- بخش مرکزی شهرستان خاتم
- بخش مرکزی شهرستان خداآفرین
- بخش مرکزی شهرستان خدابنده
- بخش مرکزی شهرستان خمین
- بخش مرکزی شهرستان خمینی‌شهر
- بخش مرکزی شهرستان خنداب
- بخش مرکزی شهرستان خنج
- بخش مرکزی شهرستان خرم‌آباد
- بخش مرکزی شهرستان خرم‌بید
- بخش مرکزی شهرستان خرمدره
- بخش مرکزی شهرستان خرمشهر
- بخش مرکزی شهرستان خوشاب
- بخش مرکزی شهرستان خوی
- بخش مرکزی شهرستان خور و بیابانک
- بخش مرکزی شهرستان خواف
- بخش مرکزی شهرستان خوانسار
- بخش مرکزی شهرستان کیار
- بخش مرکزی شهرستان کهگیلویه
- بخش مرکزی شهرستان کمیجان
- بخش مرکزی شهرستان کنارک
- بخش مرکزی شهرستان کردکوی
- بخش مرکزی شهرستان کوثر
- بخش مرکزی شهرستان کوهبنان
- بخش مرکزی شهرستان کوهدشت
- بخش مرکزی شهرستان کوهرنگ
- بخش مرکزی شهرستان لاهیجان
- بخش مرکزی شهرستان لالی
- بخش مرکزی شهرستان لامرد
- بخش مرکزی شهرستان لنگرود
- بخش مرکزی شهرستان لارستان
- بخش مرکزی شهرستان لنجان
- بخش مرکزی شهرستان لردگان
- بخش مرکزی شهرستان مهاباد
- بخش مرکزی شهرستان محلات
- بخش مرکزی شهرستان محمودآباد
- بخش مرکزی شهرستان ماه‌نشان
- بخش مرکزی شهرستان بندر ماهشهر
- بخش مرکزی شهرستان مه‌ولات
- بخش مرکزی شهرستان ماکو
- بخش مرکزی شهرستان ملارد
- بخش مرکزی شهرستان ملایر
- بخش مرکزی شهرستان ملکان
- بخش مرکزی شهرستان ملکشاهی
- بخش مرکزی شهرستان ممسنی
- بخش مرکزی شهرستان مانه و سملقان
- بخش مرکزی شهرستان منوجان
- بخش مرکزی شهرستان مراغه
- بخش مرکزی شهرستان مرند
- بخش مرکزی شهرستان مراوه‌تپه
- بخش مرکزی شهرستان مریوان
- بخش مرکزی شهرستان مرودشت
- بخش مرکزی شهرستان ماسال
- بخش مرکزی شهرستان مشهد
- بخش مرکزی شهرستان مسجدسلیمان
- بخش مرکزی شهرستان مهدی‌شهر
- بخش مرکزی شهرستان مهران
- بخش مرکزی شهرستان مهرستان
- بخش مرکزی شهرستان مهریز
- بخش مرکزی شهرستان مشگین‌شهر
- بخش مرکزی شهرستان میامی
- بخش مرکزی شهرستان میانه
- بخش مرکزی شهرستان میبد
- بخش مرکزی شهرستان میاندوآب
- بخش مرکزی شهرستان میان‌دورود
- بخش مرکزی شهرستان میناب
- بخش مرکزی شهرستان مینودشت
- بخش مرکزی شهرستان میرجاوه
- بخش مرکزی شهرستان مبارکه
- بخش مرکزی شهرستان مهر
- بخش مرکزی شهرستان نهاوند
- بخش مرکزی شهرستان نائین
- بخش مرکزی شهرستان نجف‌آباد
- بخش مرکزی شهرستان نمین
- بخش مرکزی شهرستان نقده
- بخش مرکزی شهرستان نرماشیر
- بخش مرکزی شهرستان نطنز
- بخش مرکزی شهرستان نظرآباد
- بخش مرکزی شهرستان نهبندان
- بخش مرکزی شهرستان نکا
- بخش مرکزی شهرستان نی‌ریز
- بخش مرکزی شهرستان نیک‌شهر
- بخش مرکزی شهرستان نیر
- بخش مرکزی شهرستان نیشابور
- بخش مرکزی شهرستان نوشهر
- بخش مرکزی شهرستان نور
- بخش مرکزی شهرستان امیدیه
- بخش مرکزی شهرستان اشنویه
- بخش مرکزی شهرستان اسکو
- بخش مرکزی شهرستان پاکدشت
- بخش مرکزی شهرستان پارس‌آباد
- بخش مرکزی شهرستان پارسیان
- بخش مرکزی شهرستان پاسارگاد
- بخش مرکزی شهرستان پاوه
- بخش مرکزی شهرستان پیرانشهر
- بخش مرکزی شهرستان پیشوا
- بخش مرکزی شهرستان پلدختر
- بخش مرکزی شهرستان پلدشت
- بخش مرکزی شهرستان قائم‌شهر
- بخش مرکزی شهرستان قلعه‌گنج
- بخش مرکزی شهرستان قرچک
- بخش مرکزی شهرستان قصرقند
- بخش مرکزی شهرستان قصر شیرین
- بخش مرکزی شهرستان قزوین
- بخش مرکزی شهرستان قشم
- بخش مرکزی شهرستان قیر و کارزین
- بخش مرکزی شهرستان قدس
- بخش مرکزی شهرستان قم
- بخش مرکزی شهرستان قروه
- بخش مرکزی شهرستان قوچان
- بخش مرکزی شهرستان رابر
- بخش مرکزی شهرستان رومشکان
- بخش مرکزی شهرستان رفسنجان
- بخش مرکزی شهرستان رامهرمز
- بخش مرکزی شهرستان رامیان
- بخش مرکزی شهرستان رامسر
- بخش مرکزی شهرستان رامشیر
- بخش مرکزی شهرستان رشت
- بخش مرکزی شهرستان رشتخوار
- بخش مرکزی شهرستان روانسر
- بخش مرکزی شهرستان راور
- بخش مرکزی شهرستان رزن
- بخش مرکزی شهرستان ری
- بخش مرکزی شهرستان رضوانشهر
- بخش مرکزی شهرستان ریگان
- بخش مرکزی شهرستان رباط‌کریم
- بخش مرکزی شهرستان رستم
- بخش مرکزی شهرستان رودان
- بخش مرکزی شهرستان رودبار
- بخش مرکزی شهرستان رودبار جنوب
- بخش مرکزی شهرستان رودسر
- بخش مرکزی شهرستان سبزوار
- بخش مرکزی شهرستان اشکذر
- بخش مرکزی شهرستان صحنه
- بخش مرکزی شهرستان ثلاث باباجانی
- بخش مرکزی شهرستان سلماس
- بخش مرکزی شهرستان سنندج
- بخش مرکزی شهرستان سقز
- بخش مرکزی شهرستان سراب
- بخش مرکزی شهرستان سرخس
- بخش مرکزی شهرستان سراوان
- بخش آیسک
- بخش مرکزی شهرستان سرباز
- بخش مرکزی شهرستان سربیشه
- بخش مرکزی شهرستان سردشت
- بخش مرکزی شهرستان سرعین
- بخش مرکزی شهرستان ساری
- بخش مرکزی شهرستان سرپل ذهاب
- بخش مرکزی شهرستان سروآباد
- بخش مرکزی شهرستان سروستان
- بخش مرکزی شهرستان سوادکوه
- بخش مرکزی شهرستان ساوه
- بخش مرکزی شهرستان ساوجبلاغ
- بخش مرکزی شهرستان سلسله
- بخش مرکزی شهرستان سمیرم
- بخش مرکزی شهرستان سمنان
- بخش مرکزی شهرستان سپیدان
- بخش مرکزی شهرستان شبستر
- بخش مرکزی شهرستان شادگان
- بخش مرکزی شهرستان شفت
- بخش مرکزی شهرستان شاهین‌دژ
- بخش مرکزی شهرستان شاهین‌شهر و میمه
- بخش مرکزی شهرستان شهربابک
- بخش مرکزی شهرستان شهرکرد
- بخش مرکزی شهرستان شهرضا
- بخش مرکزی شهرستان شهریار
- بخش مرکزی شهرستان شاهرود
- بخش مرکزی شهرستان شازند
- بخش مرکزی شهرستان شیراز
- بخش مرکزی شهرستان چرداول
- بخش مرکزی شهرستان شیروان
- بخش مرکزی شهرستان شوش
- بخش مرکزی شهرستان شوشتر
- بخش مرکزی شهرستان سیاهکل
- بخش مرکزی شهرستان سیب و سوران
- بخش مرکزی شهرستان سیمرغ
- بخش مرکزی شهرستان سیرجان
- بخش مرکزی شهرستان سنقر
- بخش سرخه
- بخش مرکزی شهرستان صومعه‌سرا
- بخش مرکزی شهرستان طبس
- بخش مرکزی شهرستان تبریز
- بخش مرکزی شهرستان تفرش
- بخش مرکزی شهرستان تفت
- بخش مرکزی شهرستان تکاب
- بخش مرکزی شهرستان تاکستان
- بخش مرکزی شهرستان طالقان
- بخش مرکزی شهرستان طوالش
- بخش مرکزی شهرستان تنگستان
- بخش مرکزی شهرستان طارم
- بخش مرکزی شهرستان تایباد
- بخش مرکزی شهرستان تهران
- بخش مرکزی شهرستان تیران و کرون
- بخش مرکزی شهرستان تنکابن
- بخش مرکزی شهرستان تربت حیدریه
- بخش مرکزی شهرستان تربت جام
- بخش مرکزی شهرستان ترکمن
- بخش مرکزی شهرستان تویسرکان
- بخش مرکزی شهرستان ارومیه
- بخش مرکزی شهرستان ورامین
- بخش مرکزی شهرستان ورزقان
- بخش مرکزی شهرستان یزد
- بخش مرکزی شهرستان زابل
- بخش مرکزی شهرستان زاهدان
- بخش مرکزی شهرستان زنجان
- بخش مرکزی شهرستان زرند
- بخش مرکزی شهرستان زرندیه
- بخش مرکزی شهرستان زرین‌دشت
- بخش مرکزی شهرستان زاوه
- بخش مرکزی شهرستان زهک
- بخش مرکزی شهرستان زیرکوه